# David Delrieux
 (mars 2018).
David Delrieux est un réalisateur et scénariste français de téléfilms et séries télévisées.

## Filmographie

### Réalisateur
- 1988 : Voisin, voisine
- 1990 : Adieu mes jolis
- 1992 : Les Amants du Tage
- 1993 : Jour de colère
- 1993 : Le Don
- 1994 : Marie s'en va-t-en guerre
- 1994 : Maigret et la Vieille Dame
- 1996 : Le Neuvième jour
- 1997-1998 : L'histoire du samedi : L'Esprit des flots, Heureusement qu'on s'aime
- 1998 : L'Instit : Touche pas à mon école
- 1999 : Docteur Sylvestre : Lycée en crise
- 1999-2003 : Une femme d'honneur (4 épisodes)
- 2001 : La Baie de l'archange
- 2001 : Nestor Burma : N'appelez pas la police et Atout cœur
- 2003 : Regards d'enfance : Le monde de Yoyo
- 2002-2004 : Joséphine, ange gardien (3 épisodes)
- 2005 : La Parenthèse interdite
- 2005 : Dans l'ombre du maître
- 2006 : Des fleurs pour Algernon
- 2007 : La Prophétie d'Avignon (8 épisodes)
- 2008 : Garçon manqué
- 2011 : L'Ombre d'un flic
- 2012 : Tout est bon dans le cochon
- 2014 : Résistance (6 épisodes)

### Scénariste
- 1990 : Adieu mes jolies
- 1993 : Jour de colère
- 1995 : Maigret et la Vieille Dame
- 1998 : L'histoire du samedi : Heureusement qu'on s'aime
- 2001 : La Baie de l'archange
- 2006 : Des fleurs pour Algernon

### Récompenses et distinctions
- 1999 : Compétition officielle au Festival de la Fiction de Saint-Tropez pour La Baie de l'Archange
- 2003 : Prix du meilleur Scénario au Festival de la fiction TV de Saint-Tropez 2003 pour Regards d'enfance : Le monde de Yoyo
- 2005 : Compétition officielle FIPA pour La Parenthèse interdite
- 2005 : Compétition officielle au Festival TV de Luchon pour La Parenthèse interdite
- 2007 : Prix d'interprétation pour Julien Boisselier au Festival de Television Monte-Carlo pour Des fleurs pour Algernon
- 2007 : Prix du meilleur film au Festival de Television Monte-Carlo pour Des fleurs pour Algernon
- 2007 : Prix du meilleur film aux Rencontres Internationales de Télévision de Reims pour Des fleurs pour Algernon
- 2007 : Laurier du Sénat pour Des fleurs pour Algernon
- 2007 : Compétition officielle au Festival TV de Luchon pour Dans l'ombre du maître
- 2007 : Compétition officielle au Festival international du film de Rome pour Dans l'ombre du maître
- 2009 : Prix Genève-Europe 2009 à Berlin pour Garçon manqué
- 2010 : Sélectionné au FIPA 2010 dans la catégorie "Situation de la Création Française" pour L'Ombre d'un flic
- 2012 : Prix d'interprétation pour Erwan Creignou au Festival du film de télévision de Luchon, pour Tout est bon dans le cochon
- 2015 : Nomination aux Globes de cristal dans la catégorie du meilleur téléfilm-série télévisée pour Résistance